# Hovorestenia humeralis
Hovorestenia humeralis is een keversoort uit de familie van de boktorren (Cerambycidae). De wetenschappelijke naam van de soort werd in 1880 als Distenia humeralis gepubliceerd door Charles Owen Waterhouse.